# 7 de setembre
El 7 de setembre és el dos-cents cinquantè dia de l'any del calendari gregorià i el dos-cents cinquanta-unè en els anys de traspàs. Queden 115 dies per finalitzar l'any.

## Esdeveniments
Països Catalans
- 1640 - Ceret (el Vallespir): els representants de França i Catalunya hi signen una aliança en contra Felip IV (guerra dels Segadors).
- 1836 - Les Alcubles (Serrans): els carlins comandats per Lluís Llangostera i Casadevall guanyen la batalla de les Alcubles durant la primera guerra carlina.

Resta del món
- 1706 - Torí (Itàlia): els exèrcits aliats i del Ducat de Savoia van alliberar la ciutat al final del Setge de Torí (1706) en el curs de la Guerra de Successió Espanyola.
- 1714 - Baden (Argòvia) (Suïssa): el Regne de França i el Sacre Imperi Romanogermànic van signar el Tractat de Baden en el marc de la Guerra de Successió Espanyola. En aquest Àustria va rebre els Països Baixos del Sud i els territoris italians de la corona hispànica, França va mantenir Alsàcia i Carles VI del Sacre Imperi Romanogermànic va mantenir el títol de rei d'Espanya.
- 1812 - Borodinó (óblast de Moscou, Rússia): tot i que l'exèrcit napoleònic obté una victòria tàctica en la batalla de Borodinó, aquests perden un terç de les seves forces durant la Invasió francesa de Rússia.[1]
- 1822 - Brasil: el príncep-regent Pere I del Brasil i IV de Portugal va declarar-ne la independència.
- 1883 - Itàlia: Es funda el Genoa Cricket and Football Club.
- 1944 - El règim de Vichy instal·la govern en exili en Sigmaringen, Alemanya.
- 1946 - A Colòmbia, el conservador Mariano Ospina Pérez pren possessió de la presidència.
- 1961 - Al Brasil, João Goulart assumeix la Presidència de la República sota el règim parlamentari. L'adopció del parlamentarisme posa fi a una greu crisi política, començada després de la renúncia de Jânio Quadros.
- 1977 - A Panamà són signats els Tractats Torrijos-Carter. Amb ells es posa fi a la presència colonial nord-americana en el Canal de Panamà.
- 1986 - Santiago de Xile: El dictador xilè Augusto Pinochet surt il·lès d'un atemptat en contra seva.[2]

## Naixements
Països Catalans
- 1818 - Sabadell: Josep de Calassanç Duran i Mimó, industrial tèxtil i alcalde de Sabadell.
- 1869 - Cadaqués: Caritat Serinyana i Rubiés, mecenes catalana (m. 1915).[3]
- 1875 - Sagunt, Camp de Morvedre: Francesc Mora i Berenguer, arquitecte valencià (m. 1961).
- 1888 - Maella, Baix Aragó-Casp: Aurora Folquer i Pedret, pintora catalana.[4]
- 1899 - Benifaió, Ribera Alta: Regino Más i Marí, innovador artista faller valencià (m. 1968).
- 1912 - Almeriaː Igualdad Ocaña Sánchez, mestra racionalista, i militant anarquista, exiliada del franquisme (m. 1990).[5]
- 1929 - Barcelona, Alicia Agut, actriu catalana (m. 2017).[6]
- 1963 - Barcelona: Àngels Barceló Suárez, periodista catalana.[7]
- 1966 - Barcelona: David Vegara i Figueras, economista, gestor públic i polític català.
- 1969 - Picanya: Carmen Amoraga Toledo, periodista, política i escriptora valenciana.[8]
- 1973 - Alacant: Laura Pamplona, actriu, model i cantant valenciana.[9]
- 1985 - Barcelona: Maria Romagosa i Romagosa, jugadora d'hoquei sobre herba en la posició de davantera.[10]

Resta del món
- 1533 - Palau de Placentiaː Elisabet I d'Anglaterra, reina d'Anglaterra i d'Irlanda des de 1558 fins a la seva mort (m. 1603).[11]
- 1541 - Madrid: Hernando de Cabezón, organista i compositor del Renaixement.
- 1707 - Montbard, França: Georges-Louis Leclerc, naturalista, matemàtic, biòleg, cosmòleg i escriptor francès (m. 1788).[12]
- 1731 - Westminster, Anglaterra: Elisabetta de Gambarini, compositora anglesa, cantant, organista, clavecinista, pianista (m. 1765).[13]
- 1805 - Valenciennes, Nord - Pas de Calais: Julie Dorus-Gras, cantant d'òpera francesa (m. 1896).[14]
- 1829 - Darmstadt, Alemanya: Friedrich August Kekulé, químic alemany (m. 1896).[15]
- 1832 - Cadis, Espanya: Emilio Castelar y Ripoll, darrer president de la Primera República Espanyola i darrer President del consell de Ministres.
- 1836 - Glasgow, Escòcia: Henry Campbell-Bannerman, polític britànic, Primer Ministre del Regne Unit (1905-1908) (m. 1908).[16]
- 1859 - Montevideo, Uruguai: Juan Campisteguy, president d'Uruguai (m. 1937)
- 1866 - París: Tristan Bernard, novel·lista i autor dramàtic francès (m. 1947).[17]
- 1870 - Úbeda (Jaén, Andalusia): Regina de Lamo Jiménez, professora de música, escriptora, periodista, feminista i activista pels drets de les dones i pel sindicalisme, promotora del model cooperativista a l'economia i de l'anarquisme (m. Barcelona, 1947).
- 1885 - Laredo, EUA: Jovita Idar, periodista, activista, educadora i treballadora pels drets civils mexicanoamericana (m. 1946).[18]
- 1887 - Scarborough: Edith Sitwell, poeta modernista anglesa molt influent (m. 1964).[19]
- 1893 - Linz, Imperi Austrohongarès: Grete von Urbanitzky-Passini, escriptora i compositora austríaca.
- 1894 - Kazan (gubèrnia de Kazan, Imperi Rus): Gala Dalí, dona i musa de Salvador Dalí (m. 1982).[20]
- 1907 - Sant Petersburg, Rússia: Vera Broido, escriptora cronista de la revolució russa (m. 2004).[21]
- 1909 - Istanbul, Imperi Otomà: Elia Kazan director de cinema i guionista (m. 2003).
- 1913 - Lancashire, Regne Unit: Anthony Quayle, actor i productor anglès.
- 1917 - Sydney (Austràlia): John Cornforth, químic australià, Premi Nobel de Química de l'any 1975 (m. 2013).[22]
- 1936 - Lubbock, Texas (EUA): Buddy Holly, cantautor i pioner del rock and roll (m. 1959).
- 1943 - Newark, Nova Jersey: Gloria Gaynor, cantant estatunidenca de soul i disco.[23]
- 1951 - Akron, Ohio (EUA): Chrissie Hynde, cantant, compositora i guitarrista estatunidenca, líder del grup the Pretenders.[24]
- 1964 - Salamanca: María Fernanda Espinosa, diplomàtica i poeta equatoriana; ha estat Presidenta de l'Assemblea de l'ONU.[25]
- 1965 - Adjud, Romania: Angela Gheorghiu, soprano romanesa.[26]

## Necrològiques
Països Catalans
- 1458 - València: Maria de Castella, reina d'Aragó (1416-1458) (n. 1401).[27]
- 1873 Barcelona: Joana Baptista Fossa, soprano d'èxit arreu d'Espanya (n. ca. 1829).[28]
- 1919 - Bulaternera: Édouard Rolland, diputat de Pirineus Orientals a l'Assemblea Nacional francesa (86 anys).
- 2006 Barcelona: Josefina Torrents i Illa, nedadora i dirigent esportiva catalana, pionera de la natació a Catalunya (n. 1902).[29]
- 2011 - Sedaví, Horta Sud: Vicent Ruiz Monrabal, advocat i polític valencià (n. 1936).
- 2020 - Barcelona, Luisita Tenor, cantant espanyola de pop dels anys 60.[30]

Resta del món
- 1099, Majd al-Mulk, visir seljúcida.
- 1134, Alfons I d'Aragó, rei d'Aragó i fundador dels ordes militars de la Confraria de Belchite i la Militia Christi de Monreal.
- 1559, Ginebra, Suïssa: Robert Estienne, impressor i humanista francès (n. 1503).[31]
- 1566, Szigetvár, Hongria: Solimà I el Magnífic soldà de l'Imperi Otomà, 1520-1566) (71 anys).
- 1809, Maulbronn: Caroline Schelling, intel·lectual del romanticisme alemany, traductora de Shakespeare (n. 1763).[32]
- 1851, Santiago (Xile)ː Paula Jaraquemada, heroïna de la independència de Xile (n. 1768).[33]
- 1910, Londres, Regne Unit: William Holman Hunt, pintor britànic, un dels fundadors de la Germanor Prerafaelita.
- 1918, Oslo, Noruega: Peter Ludwig Mejdell Sylow, matemàtic (85 anys).
- 1936,
  - Fuendejalón, Saragossa: María Domínguez Remón, periodista, poetessa i política republicana; primera alcaldessa democràtica de la Segona República Espanyola, afusellada per les tropes franquistes a l'inici de la Guerra Civil (n. 1882).[34]
  - Quintana del Puente, Palència: Isabel Esteban Nieto, mestra republicana assassinada als inicis de la Guerra civil (n. 1893).[35]
- 1937, Londres: Annie Lorrain Smith, liquenòloga i micòloga britànica (n. 1854).[36]
- 1940: Edmund Rumpler, dissenyador d'automòbils i aeronaus austríac.
- 1962:
  - Rungsted, Dinamarca: Karen Blixen, escriptora en danès i anglès (n. 1885).[37]
  - Washington DC (EUA): Morris Louis Bernstein, més conegut com a Morris Louis, pintor estatunidenc (n. 1912).[38]
- 1990: Clara Eleonore Stinnes, corredora de cotxe coneguda per ser la primera dona a donar la volta a món en cotxe
- 1991, El Cerrito, Califòrnia (EUA): Edwin McMillan, químic nord-americà, Premi Nobel de Química de 1951 (n. 1907).[39]
- 1994, Canes, França: Terence Young, guionista i director de cinema britànic.
- 2003, Los Angeles, Califòrnia (EUA): Warren Zevon, cantant, cantautor i músic de rock estatunidenc.[40]
- 2014, Copenhaguen: Elsa-Marianne von Rosen, ballarina, coreògrafa i actriu sueca, popular per tota Escandinàvia (n. 1924).[41]
- 2015, 
  - Madridː Elena Arnedo, metgesa ginecòloga, política i activista pels drets de les dones.[42]
  - El Puerto de Santa María: José María Ruiz-Mateos, empresari espanyol (84 anys).

## Festes i commemoracions
- Santoral: sants Paragori de Noli i companys màrtirs de Còrsega; Caríssima d'Albi, anacoreta; Doda de Metz, religiosa; Clodoald de Nogent, abat; Joan de Lodi, bisbe; beat Guido d'Arezzo, abat.
- Festa de la fil·loxera a Sant Sadurní d'Anoia a la comarca de l'Alt Penedès
- Inici de les Festes de Moros i Cristians de Mutxamel amb el Pregó de Festes.
- Inici de les Festes de la Mare de Déu de la Salut d'Algemesí.